# Catedral Metropolitana de São Sebastião de Rio de Janeiro

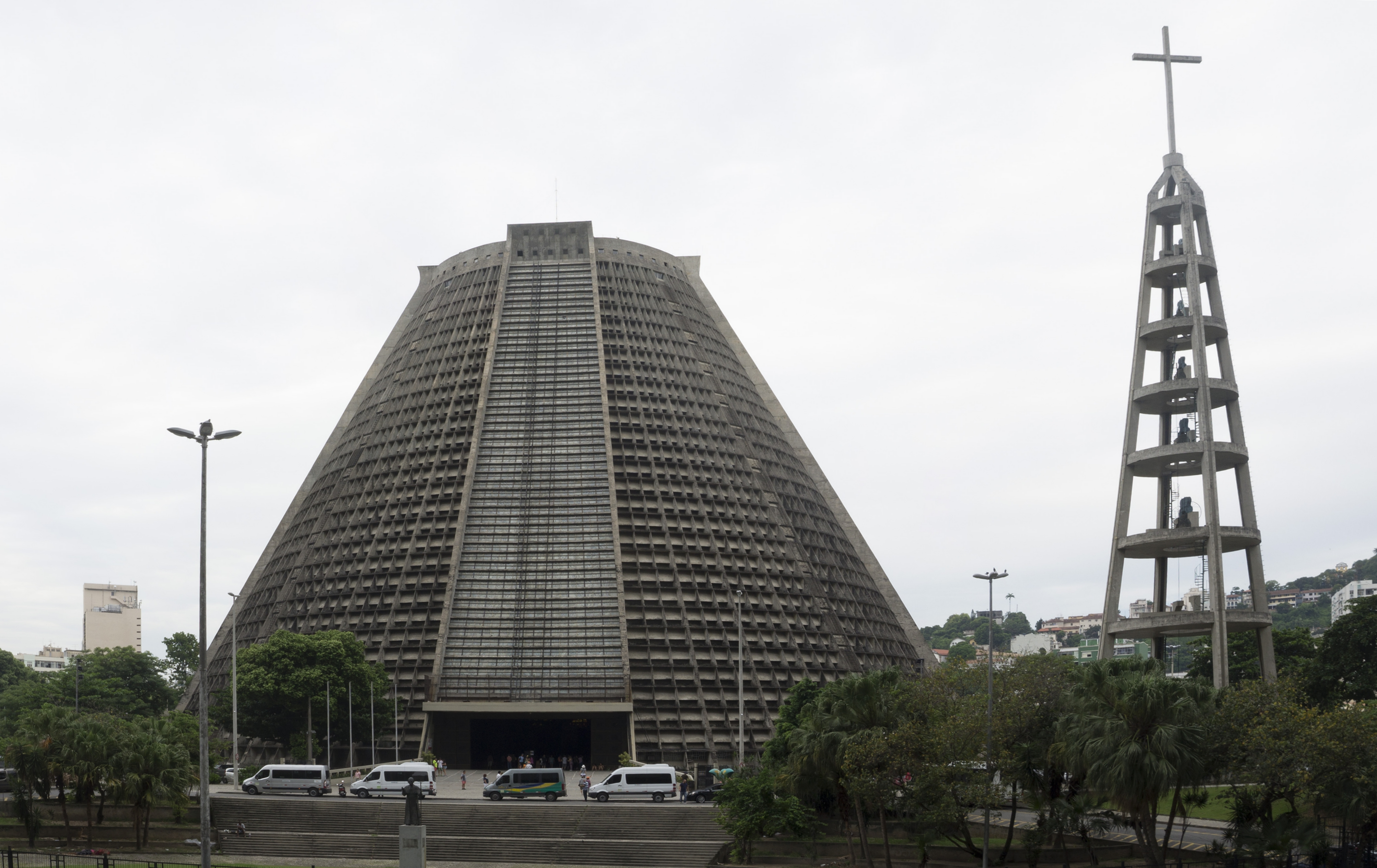
Die Metropolitankathedrale Heiliger Sebastian von Rio de Janeiro, rechts der Glockenturm (2016)

Die Catedral Metropolitana de São Sebastião de Rio de Janeiro (Metropolitankathedrale Heiliger Sebastian von Rio de Janeiro), oft nur „Catedral“ oder „Catedral Nova“ genannt, ist eine katholische Kirche an der Avenida do Chile im Stadtteil Centro der brasilianischen Großstadt Rio de Janeiro. Die von Edgar Fonseca im Stile des Modernismus entworfene und von 1964 bis 1979 errichtete Kathedrale ist Sitz des Erzbistums São Sebastião do Rio de Janeiro.

## Geschichte

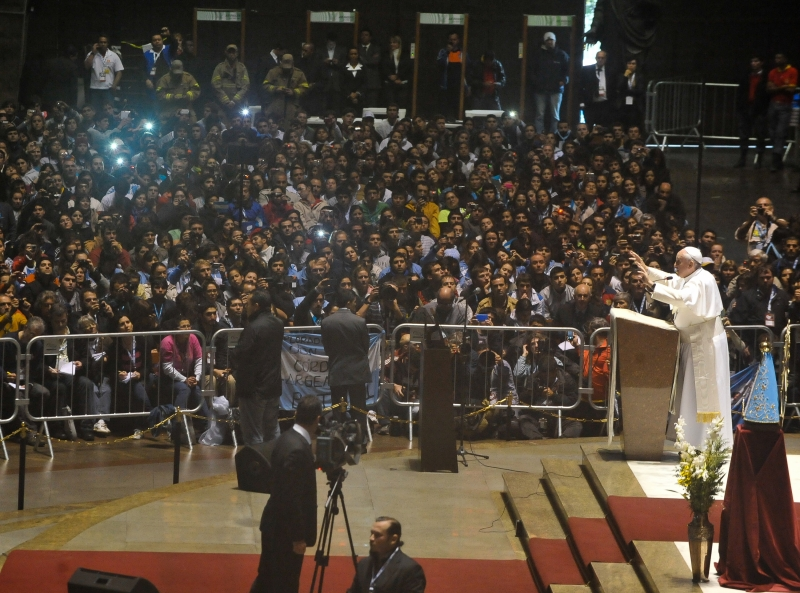
Gottesdienst von Papst Franziskus mit argentinischen Pilgern während des Weltjugendtages 2013

Nach eigener Darstellung benötigte das Erzbistum von Rio de Janeiro eine größere Kirche, da die aus dem 19. Jahrhundert stammende Igreja de Nossa Senhora do Monte do Carmo zu klein geworden war. Erst nach langen Verhandlungen mit der Regierung des Bundesstaats Guanabara erhielt das Erzbistum ein Stück Land im Zentrum der Stadt. Den Grundstein für die neue Kathedrale der brasilianischen Großstadt legte am 20. Januar 1964 Kardinal D. Jaime de Barros Câmara, die Leitung der Bauarbeiten übernahm Ivo Antônio Calliari, den Hauptentwurf trug Edgar Fonseca, Professor an der Päpstlichen Katholischen Universität von Rio de Janeiro.
1972 konnte Kardinal Eugênio de Araújo Sales bereits die Weihnachtsmesse in der Kirche feiern. Am 16. November 1976, dem dreihundertjährigen Jubiläum der Erzdiözese, weihte Kardinal Sales den Hauptaltar der Kathedrale. Das im modernistischen Stil in Form eines Kegelstumpfs gestaltete Gebäude wurde nach 15 Jahren Bauzeit am 18. Juli 1979 fertiggestellt und am 15. August 1979 von Sales geweiht. Mit der Weihe der Kathedrale verlegte das Erzbistum seinen Sitz aus der Igreja de Nossa Senhora do Carmo (auch „Alte Kathedrale“) in das neue Kirchengebäude.
Als Sitz eines der wichtigsten Erzbistümer der Katholischen Kirche auf dem südamerikanischen Kontinent wurde die Kirche mehrmals von Päpsten besucht. Zum 25. Jubiläum des lateinamerikanischen Bischofsrates besuchte Papst Johannes Paul II. die Kathedrale am 2. Juli 1980 und leitete einen Gedenkgottesdienst zu dem Anlass. Zum zweiten Weltfamilientreffen des Papstes besuchte Papst Johannes Paul II. die Kathedrale am 4. Oktober 1987. Zum Weltjugendtag 2013 besuchte Papst Franziskus die Kathedrale auf seiner ersten Auslandsreise am 27. Juli 2013.

## Architektonische Beschreibung

### Äußeres
Das Kirchengebäude ist 75 Meter hoch und hat eine kreisförmige Grundfläche mit einem Durchmesser von 106 Metern. Das Gebäude ähnelt von außen einer spitzenlosen Pyramide, sodass Fonseca oft  Inspirationen durch Maya-Pyramiden nachgesagt werden. Das gesamte Gebäude besteht aus Stahlbeton, die Fassade ist unverputzt.

### Innenraum

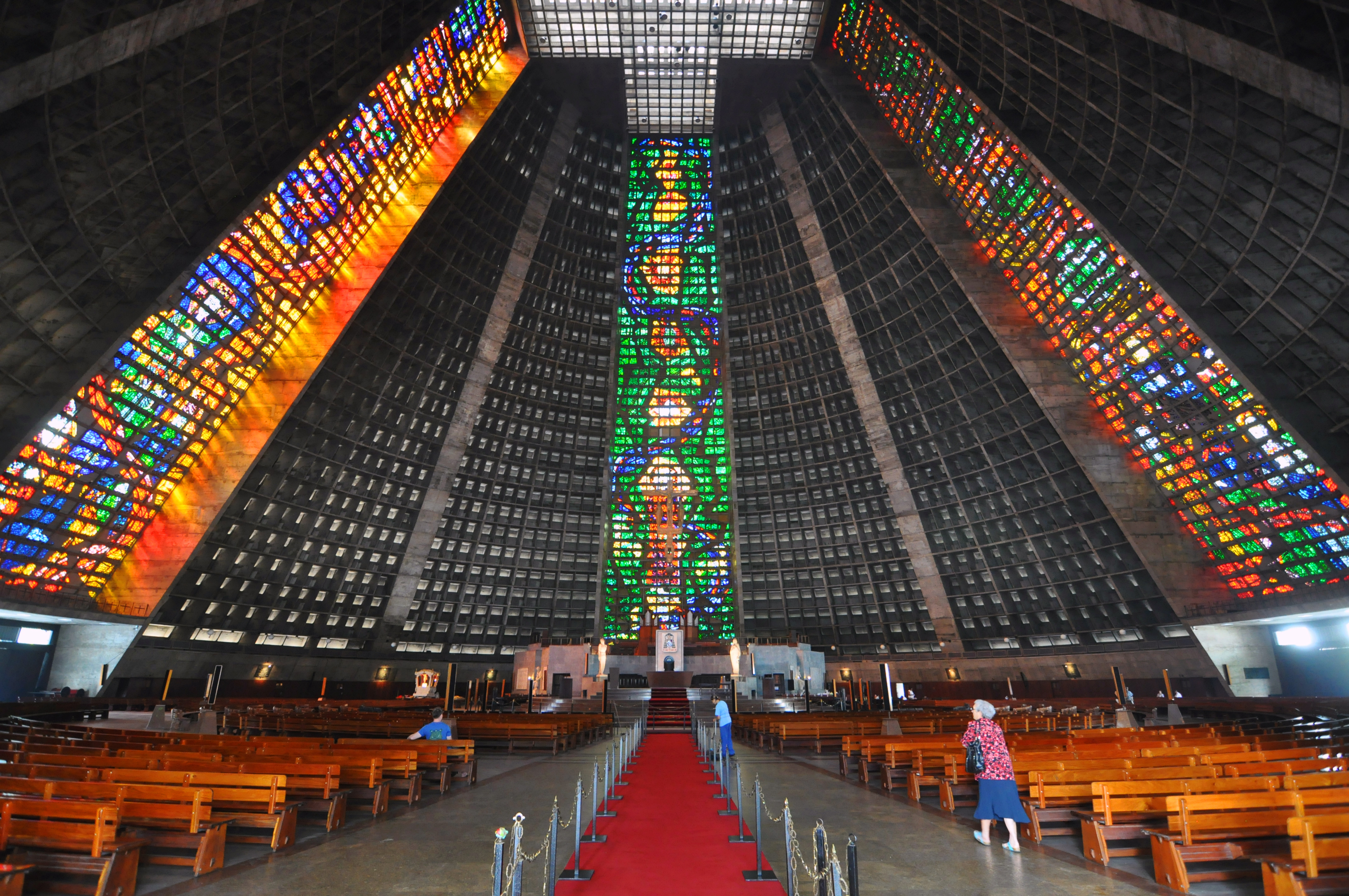
Blick in den Innenraum der Kathedrale vom Haupteingang aus

Der kreisförmige Innenraum, entworfen von Paulo Lachen Maier, hat eine Grundfläche von 8200 Quadratmetern, ist 64 Meter hoch, hat einen Durchmesser von 96 Metern und wird vom zentral angelegten Altar dominiert. Der Innenraum soll Platz für bis zu 20.000 Gläubige (stehend) oder 5000 Gläubige (sitzend) haben. Die Gebetsbänke reihen sich in konzentrischen Kreisen um den Altar, über dem von der Decke herab ein großes Holzkreuz hängt. Kleinere Gottesdienste werden in einer kleinen Kapelle hinter dem Altar gehalten. Der Innenraum wird von vier Seiten durch große, bis zur Decke laufende, farbige Fenster beleuchtet, die für die vier Wesensmerkmale der universalen Kirche (Einheit, Heiligkeit, Katholizität und Apostolizität) stehen sollen. Die Decke lässt ebenso Licht in Form eines griechischen Kreuzes in den Innenraum fallen.
Im Laufe der Jahre erhielt der Innenraum zahlreiche weitere Details: Unter anderem sind es zwölf Bronzetafeln an den ebenerdigen Wänden des Raumes mit den Stationen des Kreuzwegs. Des Weiteren stehen kleine Statuen des Namenspatrons, des heiligen Sebastian von Rio de Janeiro, sowie der in Brasilien weit verehrten Nossa Senhora da Nazaré in der Kathedrale.
Im Untergeschoss sind neben Räumlichkeiten der Gemeinde auch ein Museum für Heilige Kunst (Museu de Arte Sacra) sowie das Archiv der Kurie eingerichtet.

### Umgebung

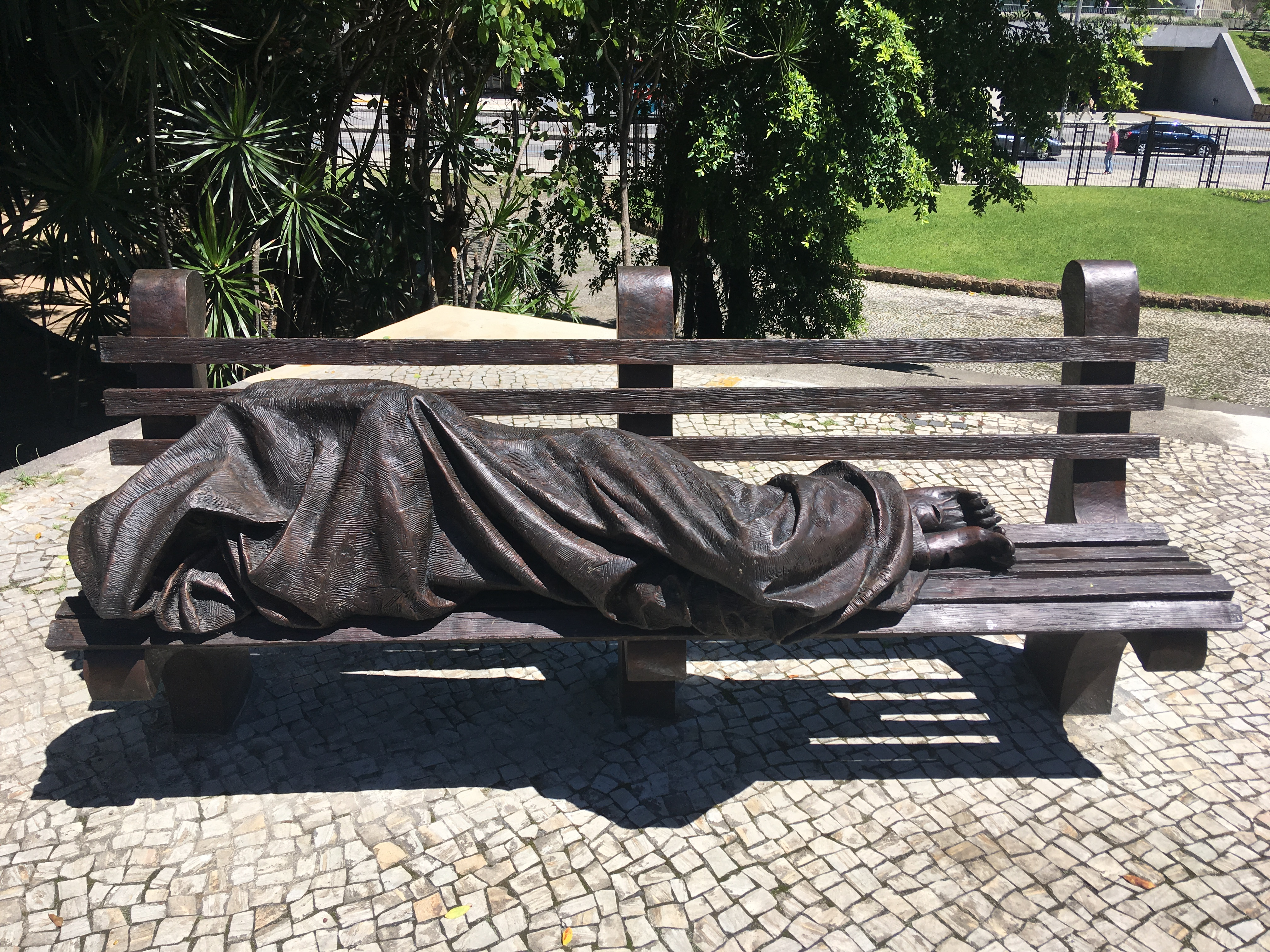
Statue des „Obdachlosen Jesus“, entworfen von Timothy P. Schmalz

Neben der Kirche befindet sich der freistehende Glockenturm. In der unmittelbaren Umgebung des Kirchengebäudes wurden im Laufe der Jahre verschiedene Statuen aufgestellt.
Eine Statue von Papst Johannes Paul II. direkt vor dem Haupteingang der Kathedrale ist ein Geschenk der Irmandade Glorioso Patriarca São José an das Erzbistum.
Rechts neben der Statue des Papstes befindet sich eine am 9. August 2016 aufgestellte Statue Mutter Teresas, ein Geschenk der albanischen Regierung, finanziert von dem albanischen Geschäftsmann Kadri Morina. Die Statue ist 2,20 Meter hoch, wiegt 800 Kilogramm und wurde von dem albanischen Künstler Thoma Thomai entworfen. Eine Plakette im Narthex der Kirche beschreibt die Details der Figur.
Links neben der Statue des Papstes steht eine Bank mit einer Statue Jesu Christi, der in eine Decke eingewickelt ist. Das Kunstwerk trägt den Namen Estátua Jesus sem teto (Obdachloser Jesus), entworfen von dem kanadischen Künstler Timothy Schmalz.